# 奈多夫人
奈多夫人（なだふじん、生年不詳 - 天正15年2月15日（1587年3月23日））は、戦国時代から安土桃山時代にかけての女性。奈多鑑基の娘。母は田北親員の娘。大友義鎮（宗麟）の二番目の正室。本源院（一条兼定継室のち清田鎮忠継室）・大友義統・大友親家・大友親盛・その他の母。

## 生涯
八幡奈多宮の大宮司・奈多鑑基の娘として誕生。『陰徳太平記』によると、九国一の美女と記されていた。
天文19年（1550年）- 天文20年（1551年）頃、大友義鎮に嫁いだ。奈多夫人は一度夫・服部右京亮と死別しており、この結婚は娘（志賀親度室）を連れての再婚であり、義鎮より年上だったという。永禄元年（1558年）には義統を、永禄4年（1561年）には親家を、永禄10年（1567年）には親盛を産んだ。他にも4人の娘・ジェスタ・テクラ・奈多鎮基室・臼杵統尚室を産んだという。
しかし、義鎮は7人ほどの側室を持っていたので、夫の浮気の虫を鎮めるため、国中の僧侶や山伏らに調伏をさせたという。また、義鎮がキリスト教に傾倒するようになってから、八幡奈多宮の娘であり神道を信じる奈多夫人は、義鎮と信仰を巡って度々争うようになったという。
永禄7年（1564年）には、奈多夫人の産んだ娘の1人と毛利元就の8男の末次元康が婚約を預定したが、間もなく破談した。
天正3年（1575年）11月、息子の親家がキリスト教に入信し、これにより下層階級が中心だったキリスト教は大友家中にも広まっていた。一方、奈多夫人は、久我三休に嫁いでいた娘に仕えるエステバンというキリシタン少年が、仏寺から護符をもらってくるようにという奈多夫人の娘の言いつけを拒否したことに怒り、棄教しなければ死罪にすると申し渡したが、彼が棄教を拒んだため、家督を継いでいた長男の義統に命令し、エステバンを殺させようとした。しかし、これを知った義鎮が間に入り、事なきを得た。このエステバン事件のこともあり、キリスト教が大友家家臣にまで広がってきていることを重く見た奈多夫人は、親家に棄教を迫るようになった。宣教師達は、ことごとくキリスト教に敵対的な態度をとる奈多夫人を「イゼベル」と呼ぶようになったという（イゼベルとは、イスラエル国王のアハブの妃で異教を崇め、預言者エリヤを追放した女性）。
天正5年（1577年）4月、奈多夫人の兄・田原親賢の養子である田原親虎がキリスト教に入信を希望した。親虎は奈多夫人の娘の1人と結婚することになっていたが、怒った奈多夫人と親賢はもし入信するのならば、親虎に婚約破棄のうえ廃嫡すると言い渡し、さらに親虎を一時豊前に移してキリスト教から離れさせようとした。しかし、親虎は洗礼を受けたため、奈多夫人らは親虎を軟禁し棄教を迫った。これに対し、キリシタンとなっていた親家が親虎を励まし、親賢を激しく非難し、親虎への迫害を止めるように訴えた（結局、親賢は親虎を廃嫡した）。これに激怒した奈多夫人は、親家をもはや我が子とは思わないとし、面会を避けるようになった。このようなことがあったため義鎮との夫婦仲も悪化し、奈多夫人は心労から病の床に伏せた。なお、宣教師達はこれを天罰だといったという｡
天正6年（1578年）、義鎮は臼杵城の外へ新しい館を建て、そこに新しく側室にした女性の林ジュリアを住まわせた。彼女は親家の妻の母で、奈多夫人の侍女頭をしていた（当時彼女は40歳を越えており、家事が得意なおとなしい女性であったという）。このことを知った奈多夫人の子供達と親戚達は、臼杵に駆けつけ、嫡男であり現当主である義統の母であり、他の大勢の子供達の母である奈多夫人と離縁するべきではないと説得したが、義鎮はこれを聞き入れず、離縁された。『イエズス会日本通信』によると、一方的に離婚された形となった奈多夫人は、絶望のあまり短刀で自殺を図ったという。しかし、彼女の娘や親戚達が昼夜見張っていたため、実行はできなかった。
キリスト教を拒絶した奈多夫人であるが、『イエズス会日本年報』によると、天正14年（1586年）にキリシタンの侍女がロザリオを忘れたのを教会にまで届けさせた。また、イエス・キリストに祈りを捧げるようになり、安息日にあたる日曜日には侍女達には働かなくてもいいと言ったという。しかし、最後まで神道の信仰を捨てることはなかった。
天正15年（1587年）2月15日、疫病により臼杵城で病死したという。